# Kloster Lulworth
Kloster Lulworth war von 1794 bis 1817 ein Kloster der Trappisten nahe Lulworth Castle in Dorset.

## Geschichte
Augustin de Lestrange sandte am 28. August 1793 vom Exilkloster der französischen Trappisten in der Kartause La Valsainte eine Gruppe von Mönchen unter Führung von Jean-Baptiste Desnoyers nach Kanada, wo sie nie ankam. Ein Teil gründete im heutigen Belgien Kloster Westmalle und wich dann nach Kloster Darfeld-Rosenthal aus. Desnoyers blieb in England und folgte der Einladung des Vaters von Thomas Weld zur Gründung eines Klosters nahe seinem Schloss Lulworth Castle in Dorset, unweit des ehemaligen Klosters Bindon Abbey.
Kloster Lulworth, auch Little Bindon genannt,  war bis zu seiner Aufgabe 1817 ein Zufluchtsort für französische Mönche, zunehmend auch für britische und irische Postulanten. Dem Gründer Desnoyers, der das Kloster und später den Orden verließ, folgte am 17. Mai 1802 als Oberer Bernard Benoist nach. Ab 1810 hatte das Kloster in Antoine Saulnier de Beauregard eine bedeutende Persönlichkeit zum Prior. Ihm wurde von Lestrange 1813 ad personam die Abtswürde verliehen. Saulnier verließ Lulworth im Juli 1817 mit 60 Mönchen und besiedelte in Frankreich Kloster Melleray neu.